# Бурановське сільське поселення
Бура́новське сільське поселення — муніципальне утворення в складі Малопургинського району Удмуртії, Росія. Адміністративний центр — село Яган-Док'я.
Населення — 2368 осіб (2015; 2325 в 2012, 2377 в 2010).
До складу поселення входять такі населені пункти:
| Населений пункт      | Населення, осіб (2010) | Населення, осіб (2012) |
| -------------------- | ---------------------- | ---------------------- |
| Бураново, село       | 651                    | 641                    |
| Ільїнськ, присілок   | 2                      | 3                      |
| Пуро-Можга, присілок | 386                    | 381                    |
| Чутожмон, присілок   | 64                     | 59                     |
| Яган-Док'я, село     | 1274                   | 1241                   |

В поселенні діють 2 середні (Бураново, Яган-Док'я) та початкова (Пуро-Можга) школи, 3 садочки (Бураново, Пуро-Можга, Яган-Док'я), дільнича лікарня (Бураново), лікарська амбулаторія (Яган-Док'я), фельдшерсько-акушерський пункт (Пуро-Можга), 3 клуби, 3 бібліотеки.
Серед промислових підприємств працює племінний завод імені 10-річчя Удмуртської АРСР.